# Yo Rühmer
Yo Rühmer (* Mai 1970 in Darmstadt, vollständiger Name 'Yolanthe Rühmer') ist eine deutsche freie Illustratorin und Pleinairmalerin.

## Leben
Yo Rühmer studierte von 1990 bis 1996 Visuelle Kommunikation an der Fachhochschule Darmstadt und schloss 1996 mit dem Diplom als Grafikdesignerin ab. Ab 1994 arbeitete sie – zunächst während des Studiums nebenher – als freie Grafikerin für verschiedene Werbeagenturen in Frankfurt am Main. Seit 1999 ist sie als freie Illustratorin tätig.
Zu ihren Auftraggebern zählen außer Werbeagenturen zahlreiche Großunternehmen, Institutionen und Verlage. Zu ihren Tätigkeitsschwerpunkten gehört insbesondere die Buchillustration. Bis heute (2020) illustrierte Rühmer an die 100 Bücher, Kinderbücher, Schulbücher und andere Publikationen wie Zeitschriften, Rätsel und Spiele.
Zu Rühmers bekanntesten Illustrationen zählen das „Genion-Männchen“, mit dem sie 1999–2001 die Werbekampagne des damaligen Telekommunikationsunternehmens VIAG Interkom für deren neues Produkt Genion illustrierte, sowie die Figuren Einstern und Einsterns Schwester, die sie 2004 bzw. 2008 für den Cornelsen Verlag entwickelte und seither damit deren Grundschul-Mathematik- und Lesebücher illustriert.
Yo Rühmer ist verheiratet. Das Paar lebt in Frankfurt am Main.
Neben ihrer rein digitalen Arbeitsweise als Illustratorin begann sie 2012 mit dem Pleinairmalen. Sie malt draußen mit Ölfarben in der Alla-Prima-Malweise. 2020 erschien ihr Buch Mal einfach draußen mit praktischen Anleitungen für die Pleinairmalerei im dpunkt.verlag.

## Bibliografie (Auswahl)
- Yo Rühmer: Mal einfach draußen. Praktische Anleitung für die Pleinairmalerei. dpunkt.verlag, Heidelberg 2020, ISBN 978-3-86490-744-9 (Text, Bilder, Layout)

Text und Buchillustrationen
- Vom Tier, das noch keiner ganz gesehen hat. Ein Mitmach-Buch zum Durchpausen für Kinder ab 5 Jahren. Killroy Media, Asperg 2003, ISBN 3-931140-34-2.
- Rate mal, wie sehr ich dich mag! Pattloch, München 2007, ISBN 978-3-629-10129-7.
- Mein tierisch starkes Schulstartheft. Pattloch, München 2015, ISBN 978-3-629-14171-2.
- Mein 1. Schuljahr mit Eddy. Pattloch, München 2015, ISBN 978-3-629-14131-6.
- Mein 1. Schuljahr mit Emily. Pattloch, München 2015, ISBN 978-3-629-14176-7.
- Mein tierisch starkes Freundealbum. Pattloch, München 2016, ISBN 978-3-629-14187-3.
- 24 Schutzengel für Dich. Ars Edition, München 2017, ISBN 978-3-8458-3045-2.

Buchillustrationen
- Reinhard Abeln: Wohnt der liebe Gott im Himmel? Antworten auf Kinderfragen. Butzon & Bercker, Kevelaer 2000, ISBN 3-7666-0304-3.
- Henriette Wich: Keinen Tag ohne Anna. Weltbild, Augsburg 2006.
- Luc Serafin: Ich flieg auf dich! Pattloch, München 2007, ISBN 978-3-629-10166-2.
- Bettina Burghof: Das kleine Aufraffbuch. Tipps für mehr Power im Alltag. Pattloch, München 2007, ISBN 978-3-629-10225-6.
- Dine Wrede: Ich bin immer bei dir. Pattloch 2009, ISBN 978-3-629-10247-8.
- Catrin Müller: Trostspender. Super-softe Texte, die alle Tränen versiegen lassen. Pattloch, München 2010, ISBN 978-3-629-10534-9.
- Stephanie Spengler (Texte, Lektorat): Der Sorgen-Radierer. Pattloch, München 2013, ISBN 978-3-629-10857-9 (Gesamtgestaltung, Illustration: Yo Rühmer).
- Erwin Grosche: Die Engeluhr. Pattloch Verlag, München 2013, ISBN 978-3-629-14128-6.
- (Pattloch Verlag): Mein 1. Schuljahr. 365 x Spiel und Spaß mit Eddie. Pattloch Verlag, München 2013, ISBN 978-3-629-14130-9.
- Tanja Feuerbach: Das Hummeling. neunmalklugverlag, Lahr 2020, ISBN 978-3-945677-13-1.
- Sarah Roller: Die Kuh ruft Muuuh! neunmalklugverlag, Lahr 2018, ISBN 978-3-945677-10-0.
- Sarah Roller: Komm wir gehen näher ran! Die Blumenwiese. neunmalklugverlag, Lahr 2016, ISBN 978-3-945677-05-6.
- Sarah Roller: Komm wir gehen näher ran! Der Winterwald. neunmalklugverlag, Lahr 2016, ISBN 978-3-945677-04-9.
- Sarah Roller: Komm wir gehen näher ran! Der Apfelbaum. neunmalklugverlag, Lahr 2016, ISBN 978-3-945677-03-2.
- Sarah Roller: Komm wir gehen näher ran! Das Meer. neunmalklugverlag, Lahr 2016, ISBN 978-3-945677-02-5.
- Textsammlung: Träum schön, bald ist Weihnachten. arsEdition, München 2017, ISBN 978-3-8458-2126-9.
- Textsammlung: Bald ist Weihnachten, Prinzessin. arsEdition, München 2017, ISBN 978-3-8458-2127-6.
- Eva Maria Altemöller: Reif für die Insel. Pattloch, München 2007, ISBN 978-3-629-10230-0.
- Peter O’Connor: Der freie Flug des Adlers. Piper, München 2003, ISBN 3-492-24304-5.
- Peter O’Connor: Der hellste Tag. Piper. München 2004, ISBN 3-492-04591-X.
- Michael Junga: Bambino LÜK Bald bin ich ein Schulkind 1. Westermann, Braunschweig 2011, ISBN 978-3-8377-7971-4.
- Michael Junga: Bambino LÜK Bald bin ich ein Schulkind 2. Westermann, Braunschweig 2011, ISBN 978-3-8377-7972-1.
- Elisabeth Raith-Paula: Was ist los in meinem Körper. Pattloch, München 2008, ISBN 978-3-629-01431-3.
- Nicole Borgmann: Forschen mit Franz Frosch. Herder, München 2009, ISBN 978-3-451-32244-0.
- Nicole Borgmann: Franz Frosch hat viele Fragen. Herder, München 2009, ISBN 978-3-451-32280-8.
- Claude Huguenin: Die Alphas. Leselernhefte. Logo Lernspiel, Essen 2013, ISBN 978-3-95469-154-8.
- Claude Huguenin: Die Alphas. Das Bilderbuch. Logo Lernspiel, Essen 2011, ISBN 978-3-939916-89-5.
- Hier wohne ich. Ravensburger, Ravensburg 2012.